# Distrito electoral de Wyoming (Nebraska)
Wyoming (en inglés: Wyoming Precinct) es un distrito electoral ubicado en el condado de Otoe en el estado estadounidense de Nebraska. En el Censo de 2010 tenía una población de 424 habitantes y una densidad poblacional de 3,75 personas por km².

## Geografía
Wyoming se encuentra ubicado en las coordenadas 40°44′54″N 95°55′57″O / 40.74833, -95.93250. Según la Oficina del Censo de los Estados Unidos, Wyoming tiene una superficie total de 113.19 km², de la cual 111.59 km² corresponden a tierra firme y (1.41%) 1.59 km² es agua.

## Demografía
Según el censo de 2010, había 424 personas residiendo en Wyoming. La densidad de población era de 3,75 hab./km². De los 424 habitantes, Wyoming estaba compuesto por el 99.06% blancos, el 0.47% eran amerindios y el 0.47% pertenecían a dos o más razas. Del total de la población el 0.24% eran hispanos o latinos de cualquier raza.